# Texas Cyclone
Texas Cyclone é um filme norte-americano de 1932, do gênero faroeste, dirigido por D. Ross Lederman e estrelado por Tim McCoy e Shirley Grey.

## A produção
Este é mais um exemplar da série de faroestes B que Tim McCoy fez na Columbia Pictures. Na história, ele e John Wayne são amigos, porém na vida real eles não se deram nada bem, pois Wayne julgava-o intratável e distante. Mesmo assim, eles trabalharam juntos novamente nesse mesmo ano, em Two-Fisted Law.
O filme contém a frase "imortal", nas palavras de Leonard Maltin: "Esta cidade não é grande o bastante para nós dois: saque!".
A história foi refilmada em 1937 como One Man Justice, com Charles Starrett no papel principal.

## Sinopse
Texas Grant chega à cidade de Stampede, onde todos o chamam de Jim Rawlins, um rancheiro supostamente já morto. Quando Grant descobre que Helen, a esposa de Jim, luta contra o vilão Utah Becker para manter suas terras, ele aceita a identidade de Rawlings, para ajudá-la. Steve Pickett, vaqueiro de Helen, também fica do seu lado.
Na verdade, Grant é mesmo Jim, que sofre de amnésia devido a um confronto anterior com Becker. No final, tudo se esclarece.

## Elenco
| Ator/Atriz        | Personagem         |
| ----------------- | ------------------ |
| Tim McCoy         | Texas Grant        |
| Shirley Grey      | Helen Rawlings     |
| Wheeler Oakman    | Utah Becker        |
| John Wayne        | Steve Pickett      |
| Wallace MacDonald | Nick Lawler        |
| James Farley      | Webb Oliver        |
| Harry Cording     | Jake Farwell       |
| Vernon Dent       | Hefty              |
| Walter Brennan    | Xerife Lew Collins |
| Monte Montague    | Ott Randall        |